# 阿爾泰矛麗魚
阿爾泰矛麗魚，為輻鰭魚綱鱸形目隆頭魚亞目慈鯛科的其中一種，分布於南美洲布蘭科河及埃塞奎博河流域，體長可達16公分，棲息在河川中底層水域，生活習性不明。

## 擴展閱讀
維基物種上的相關：阿爾泰矛麗魚